# Howard Sachar
Howard Morley Sachar (Saint Louis, 10 aprile 1928 – 18 aprile 2018) è stato uno storico statunitense.

## Biografia
Howard Sachar si diplomò al Swarthmore College (a Swarthmore, in Pennsylvania) e conseguì la laurea e il Ph.D. all'Harvard University.
Professore emerito di storia moderna alla George Washington University, a Washington, D.C., fu lecturer  sulle questioni mediorientali per lo United States Foreign Service Institute, e docente esterno alla Università ebraica di Gerusalemme e della Università di Tel Aviv, oltre ad essere stato lecturer  in numerose università negli Stati Uniti d'America, in Europa, in Sudafrica e in Egitto. Fece parte dell'American Historical Association.
Tra il 1961 e il 1964 fu direttore del Jacob Hiatt Institute dell'Università Brandeis  di Gerusalemme. Vinse due volte il premio National Jewish Book Award assegnato dall'associazione Jewish Book Council.
I suoi lavori sono stati pubblicati in diverse lingue.

## Libri (parziale)
- The Course of Modern Jewish History, 1990, ISBN 9780679727460
- Aliyah: The Peoples of Israel, 1961, ASIN B000ZQ61BG
- From the Ends of the Earth: The Peoples of Israel, 1964, ASIN B0007DV5RW
- The Emergence of the Middle East: 1914-1924, 1969, ASIN B0006CPB1A
- Europe Leaves the Middle East: 1936-1954, 1972, ISBN 9780394460642
- A History of Israel from Rise of Zionism to Our Time, 2007, ISBN 9780375711329
- The Man on the Camel: A novel, 1980, ISBN 9780812909098
- Egypt and Israel, 1981, ASIM B000FYVSJI
- Diaspora: An Inquiry into the Contemporary Jewish World, 1986, ISBN 9780060913472
- A History of Israel from the Aftermath of the Yom Kippur War, 1987
- A History of the Jews in America, 1993, ISBN 9780679745303
- Farewell Espana: The World of the Sephardim Remembered, 1995, ISBN 9780679738466
- Israel and Europe: An Appraisal in History, 2000, ISBN 9780679776130
- A History of Israel: From the Rise of Zionism to Our Time 2007 (terza edizione), ISBN 9780375711329
- Dreamland: Europeans and Jews in the Aftermath of the Great War, 2002, ISBN 9780375409141
- A History of the Jews in the Modern World, 2005, ISBN 9781400030972
- The Rise of Israel: A Documentary History (opera in 39 volumi, come editore responsabile)